# Ruperto Chapí y Lorente
Ruperto Chapí y Lorente (Villena, Alicante, 27 maart 1851 – Madrid, 25 maart 1909) was een Spaans componist en dirigent.

## Levensloop

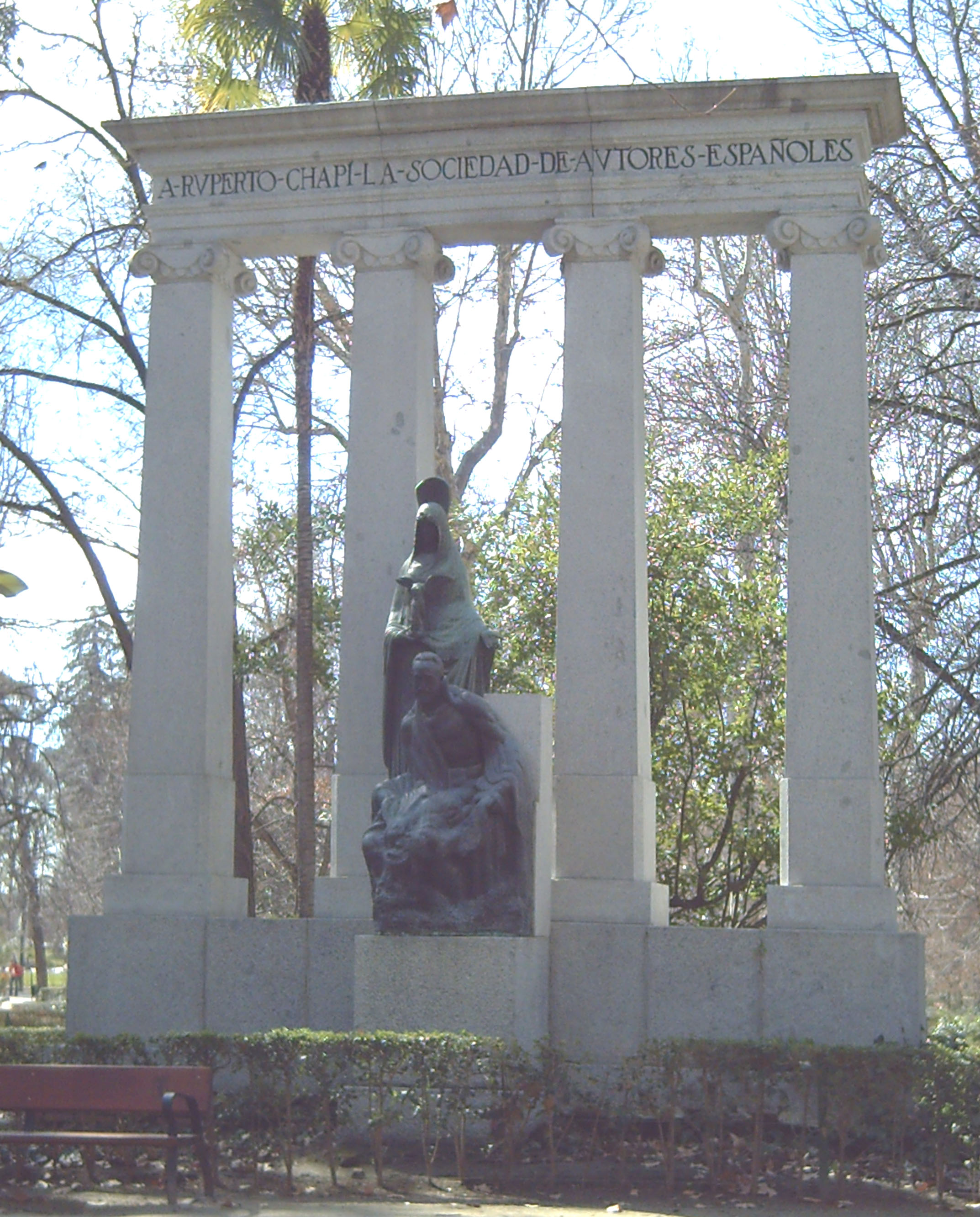
Monument voor Ruperto Chapí y Lorenta in Madrid

Chapí y Lorente kreeg op 7-jarige leeftijd les voor fluit en klarinet. Op 9-jarige leeftijd speelde hij kornet in de Banda de Música Nueva de Villena en werd zes jaren later zelfs dirigent van de Banda Municipal de Alicante. Een jaar later ging hij naar Madrid om aan het Real Conservatorio Superior de Música de Madrid te studeren, onder andere bij Miguel Galiana harmonie en bij Pascual Emilio Arrieta y Corera compositie. In 1872 kreeg hij een eerste prijs in compositie.
Door hulp van zijn leraar Arrieta y Corera verkreeg hij een opdracht voor een opera Las naves de Cortés (1874). Daarmee verbonden was een studiebeurs die het mogelijk maakte, dat hij later in het buitenland kon studeren.
Hij werd na de studie eerst dirigent van de muziekkapel van het Regimiento de Artillería, speelde als cornettist in theaterorkesten en componeerde zijn eerste zarzuela Abel y Caín voor het "Teatro Circe de Price", waar hij ook bekend werd met Tomás Bretón Hernández. Daarna studeerde hij aan het Conservatoire national supérieur de musique te Parijs en enige jaren later in Rome aan de Academia Española de Bellas Artes.
In 1878 kwam hij terug naar Spanje en had veel succes met zijn zarzuela's. Jaarlijks schreef hij tot twee zarzuela's. Naast zarzuela's schreef hij ook opera's, werken voor orkest, werken voor banda en kamermuziek.
In 1893 was hij medeoprichter van de auteursvereniging Sociedad de Autores Española.

## Composities

### Werken voor orkest
- 1879 Fantasía morisca
- 1879 Polaca de concierto
- 1879 Sinfonía en re
- 1889 Los gnomos de la Alhambra, symfonisch gedicht - voor het Certamen Literario que convocó el Liceo de Granada, con motivo de la coronación de Zorrilla

### Werken voor banda (harmonieorkest)
- Carceleras uit "Las Hijas del Zebedeo
- El puñao de rosas (een handvol rozen), paso-doble uit de gelijknamige zarzuela
- Fantasia "El Rey que rabió"
- Fantasia "La corte de Granada"
- Seleccion uit "La corte de Granada"
  1. Introducción y marcha al torneo
  2. Meditación
  3. Serenata
  4. Final
- Selección uit "La Patria Chica"
- Fantasia "La Revoltosa"
- Preludio "El tambor de Grenaderos"
- Preludio e Selección "La bruja"

### Oratoria, motetten
- 1876 Motete, voor zeven stemmen
- Los ángeles, oratorium voor solisten, gemengd koor en orkest - tekst: Antonio Arnao

### Muziektheater

#### Opera
| Voltooid in | titel                                                                                      | aktes              | première                           | libretto                                                          |
| ----------- | ------------------------------------------------------------------------------------------ | ------------------ | ---------------------------------- | ----------------------------------------------------------------- |
| 1874        | Las naves de Cortés                                                                        |                    | 19 april 1874, Madrid, Teatro Real | Antonio Arnao                                                     |
| 1876        | La muerte de Garcilaso                                                                     |                    |                                    | Antonio Arnao                                                     |
| 1876        | La hija de Jefté                                                                           |                    | 11 mei 1876, Madrid, Teatro Real   | Antonio Arnao                                                     |
| 1878        | Roger de Flor                                                                              | 3 aktes            | 25 januari 1878, Madrid            | Mariano Capdepón                                                  |
| 1902        | Circe                                                                                      | 3 aktes            | 7 mei 1902, Madrid                 | Miguel Ramos Carrión                                              |
| 1905        | El amor en solfa segunda parte de "El Amor en el Teatro"; (samen met: José Serrano Simeón) | prolog en 4 scènes | 16 april 1905, Madrid              | Serafín Álvarez Quintero en Joaquín Álvarez Quintero              |
| 1909        | Margarita la Tornera                                                                       | 3 aktes, 8 scènes  | 24 februari 1909, Madrid           | Carlos Fernández Shaw, gebaseerd op een legende van José Zorrilla |

#### Zarzuela
| Voltooid in | titel                                                                                            | aktes                | première                                        | libretto |
| ----------- | ------------------------------------------------------------------------------------------------ | -------------------- | ----------------------------------------------- | --- |
| 1863        | Estrella del bosque                                                                              |                      |                                                 | |
| 1868        | Doble engaño                                                                                     |                      |                                                 | |
| 1871        | Abel y Caín                                                                                      |                      | 14 mei 1873, Madrid, Teatro Circe de Price      | Salvador María Granés en Francisco de Salas                                                                     |
| 1872        | Vasco Núñez de Balboa                                                                            | 1 akte, 3 taferelen  | 1872                                            | Marcos Zapata                                                                                                   |
| 1880        | Música clásica                                                                                   | 1 akte               | 20 september 1880, Madrid                       | José Estremera y Cuenca                                                                                         |
| 1880        | La calandria                                                                                     | 1 akte               | 24 december 1880, Madrid                        | Miguel Ramos Carrión en Vital Aza                                                                               |
| 1880        | Adiós Madrid                                                                                     |                      |                                                 | |
| 1880        | Madrid y sus afueras                                                                             |                      |                                                 | |
| 1880        | Las dos huérfanas                                                                                | 3 aktes              | 1880, Madrid                                    | Mariano Pina Domínguez                                                                                          |
| 1881        | La calle de Carretas                                                                             |                      | 1881, Madrid, Teatro Apolo                      | Rafael García Santisteban                                                                                       |
| 1881        | Hijo de la Nieve                                                                                 |                      |                                                 | |
| 1881        | Nada entre dos platos                                                                            | 1 akte               |                                                 | José Estremera y Cuenca                                                                                         |
| 1882        | La tempestad                                                                                     | 3 aktes              | 11 maart 1882, Madrid, Teatro de la Zarzuela    | Miguel Ramos Carrión                                                                                            |
| 1884        | El milagro de la Virgen                                                                          | 3 aktes              | 8 oktober 1884, Madrid, Teatro Apolo            | Mariano Pina Domínguez                                                                                          |
| 1884        | La Flor de Lis                                                                                   | 1 akte               | 13 december 1884, Madrid                        | José Estremera y Cuenca                                                                                         |
| 1885        | Término medio                                                                                    | 1 akte               | 1885, Madrid                                    | Ramón de Marsal                                                                                                 |
| 1885        | El Guerrillero; (samen met: Manuel Fernández Caballero en Pascual Emilio Arrieta y Corera)       |                      | 9 november 1885, Madrid, Teatro Apolo           | Federico Muñoz (pseudoniem van het componisten-collectief)                                                      |
| 1885        | El País del abanico                                                                              | 1 akte               | 1884, Madrid                                    | Francisco Serrano de la Pedrosa                                                                                 |
| 1885        | Los Quintos de mi pueblo                                                                         |                      | 1885, Madrid                                    | |
| 1885        | ¡Ya pican, ya pican!                                                                             | 1 akte               | 1885, Madrid                                    | Enrique Prieto en Joaquín Barberá                                                                               |
| 1886        | El Domingo gordo o Las tres damas curiosas                                                       |                      | 1886, Madrid                                    | Ricardo de la Vega                                                                                              |
| 1887        | El Figón de las desdichas                                                                        |                      | 1887, Madrid                                    | Adolfo Llanos Alcaraz                                                                                           |
| 1887        | Juan Matías el Barbero                                                                           |                      | 1887, Madrid, Teatro Apolo                      | Ricardo de la Vega                                                                                              |
| 1887        | Playeras                                                                                         |                      | 1887, Madrid                                    | |
| 1887        | Los Lobos marinos                                                                                | 1 akte               | 17 mei 1887, Madrid                             | Miguel Ramos Carrión en Vital Aza                                                                               |
| 1887        | La bruja                                                                                         | 3 aktes              | 10 december 1887, Madrid, Teatro de la Zarzuela | Miguel Ramos Carrión en Vital Aza                                                                               |
| 1887        | El Fantasma de los aires                                                                         | 2 aktes              | 1887, Madrid                                    | Andrés Ruesga, Salvador Lastra en Enrique Prieto                                                                |
| 1888        | Ortografía                                                                                       | 1 akte               | 31 december 1888, Madrid                        | Carlos Arniches en Gonzalo Cantó                                                                                |
| 1889        | La Flor del trigo                                                                                | 1 akte               | 1889, Madrid, Teatro Eslava                     | José Estremera y Cuenca                                                                                         |
| 1889        | Las hijas del Zebedeo                                                                            | 2 aktes              | 1889, Madrid, Teatro Maravillas                 | José Estremera y Cuenca en Emilio Sánchez Pastor                                                                |
| 1889        | Nada entre dos platos                                                                            |                      | 1889, Madrid                                    | José Estremera y Cuenca                                                                                         |
| 1889        | El cocodrilo                                                                                     |                      | 1889, Madrid, Teatro Príncipe Alfonso           | Mariano Pina Domínguez, naar Fjodor Michajlovitsj Dostojevski                                                   |
| 1889        | Las Tentaciones de San Antonio                                                                   | 3 aktes              | 20 augustus 1889, Madrid, Teatro Felipe         | Andrés Ruesga en Enrique Prieto                                                                                 |
| 1889        | A casarse tocan o La misa á grande orquesta                                                      | 1 akte               | 1889, Madrid                                    | Ricardo de la Vega                                                                                              |
| 1889        | El País de los insectos                                                                          | 1 akte               |                                                 | Enrique Fernández Campano                                                                                       |
| 1889        | La leyenda del monje                                                                             | 1 akte               | 6 december 1889, Madrid                         | Carlos Arniches en Gonzalo Cantó                                                                                |
| 1890        | Los alojados                                                                                     | 1 akte               |                                                 | Emilio Sánchez Pastor                                                                                           |
| 1890        | Las Doce y media y sereno                                                                        | 1 akte               |                                                 | Fernando Manzano                                                                                                |
| 1890        | Nocturno                                                                                         | 1 akte               | 1890, Madrid                                    | Enrique Fernández Campano                                                                                       |
| 1890        | Los Nuestros                                                                                     | 1 akte               | 1890, Madrid                                    | José Estremera                                                                                                  |
| 1890        | ¡Las doce y media... y sereno!                                                                   |                      | 7 mei 1890, Madrid, Teatro Apolo                | Fernando Manzano                                                                                                |
| 1890        | Pan de flor                                                                                      | 1 akte               |                                                 | Ricardo Monasterio en Celso Lucio                                                                               |
| 1890        | Todo por ella                                                                                    |                      | 1890, Madrid, Teatro Alhambra                   | Pedro Novo Colsón                                                                                               |
| 1890        | Para hombres solos                                                                               | 1 akte               |                                                 | Enrique Fernández Campano                                                                                       |
| 1890        | Los trabajadores                                                                                 |                      | 10 januari 1891, Madrid                         | José Jackson Veyán                                                                                              |
| 1891        | El rey que rabió                                                                                 | 3 aktes, 7 taferelen | 20 april 1891, Madrid                           | Miguel Ramos Carrión en Vital Aza                                                                               |
| 1891        | Los alojados                                                                                     |                      | 1891, Madrid, Teatro Apolo                      | Emilio Sánchez Pastor                                                                                           |
| 1891        | El Mismo demonio                                                                                 | 2 aktes              | 7 november 1891, Madrid                         | Fernando Manzano                                                                                                |
| 1892        | Los Calaveras                                                                                    |                      | 1892, Madrir                                    | Emilio Sánchez Pastor                                                                                           |
| 1892        | Las Campanadas                                                                                   | 1 akte               | 13 mei 1892, Madrid                             | Carlos Arniches en Gonzalo Cantó                                                                                |
| 1892        | La Czarina                                                                                       | 1 akte               | 8 oktober 1892, Madrid                          | José Estremera                                                                                                  |
| 1892        | El Organista                                                                                     | 1 akte               | 20 december 1892, Madrid                        | José Estremera                                                                                                  |
| 1892        | La raposa                                                                                        | 1 akte               |                                                 | Ricardo Monasterio                                                                                              |
| 1893        | Los Mostenses                                                                                    | 3 aktes              |                                                 | Gonzalo Cantó, Carlos Arniches en Celso Lucio                                                                   |
| 1893        | Vía libre                                                                                        | 3 aktes              | 25 april 1893, Madrid                           | Carlos Arniches en Celso Lucio                                                                                  |
| 1893        | El duo de la africana                                                                            |                      | 13 mei 1893, Madrid, Teatro Apolo               | Manuel Fernández Caballero                                                                                      |
| 1893        | El Reclamo                                                                                       | 1 akte               | 25 november 1893, Madrid                        | Carlos Arniches en Celso Lucio                                                                                  |
| 1894        | El Duque de Gandia; (samen met: Antonio Llanos)                                                  | 3 aktes              | 10 maart 1894, Madrid                           | Joaquín Dicenta                                                                                                 |
| 1894        | El tambor de granaderos                                                                          | 1 akte               | 16 november 1894, Madrid                        | Emilio Sánchez Pastor                                                                                           |
| 1894        | El Moro Muza                                                                                     | 1 akte               | 31 oktober 1894, Madrid, Teatro Eslava          | Federico Jacques y Aguado                                                                                       |
| 1895        | Mujer y reina                                                                                    | 3 aktes              | 1895, Madrid                                    | Mariano Pina Domínguez                                                                                          |
| 1895        | El Cura del regimiento                                                                           | 1 akte               | 1895, Madrid                                    | Emilio Sánchez Pastor                                                                                           |
| 1895        | El Señor corregidor                                                                              | 1 akte               | 1895, Madrid                                    | Fiacro Yráyzoz                                                                                                  |
| 1896        | El Cortejo de la Irene                                                                           | 1 akte               | 1896, Madrid                                    | Carlos Fernández Shaw                                                                                           |
| 1896        | Los Golfos                                                                                       |                      | 24 september 1896, Madrid                       | Emilio Sánchez Pastor                                                                                           |
| 1896        | El bajo de arriba                                                                                | 1 akte               | 1896, Madrid, Teatro Eslava                     | Emilio Sánchez Pastor                                                                                           |
| 1896        | Los Guerrilleros                                                                                 | 1 akte               |                                                 | Enrique Prieto                                                                                                  |
| 1896        | Las Peluconas                                                                                    |                      | 1896, Madrid, Teatro Apolo                      | Carlos Arniches, Celso Lucio                                                                                    |
| 1896        | Viva el Rey                                                                                      | 1 akte               |                                                 | Emilio Sánchez Pastor en Robert Planquette                                                                      |
| 1896        | Las bravías                                                                                      | 1 akte               | 12 december 1896, Madrid                        | José López Silva en Carlos Fernández Shaw, gebaseerd op het blijspeel "La fiera domada" van William Shakespeare |
| 1897        | Los Charlatanes                                                                                  | 1 akte               |                                                 | Calixto Navarro en Federico Castellón                                                                           |
| 1897        | La Niña del estanquero                                                                           | 1 akte               |                                                 | Tomas Luceño |
| 1897        | El Si natural                                                                                    | 1 akte               |                                                 | José Jackson Veyán                                                                                              |
| 1897        | La Revoltosa                                                                                     | 1 akte               | 25 november 1897, Madrid                        | José López Silva en Carlos Fernández Shaw                                                                       |
| 1898        | Los hijos del batallón                                                                           | 3 aktes              | 1898, Madrid                                    | Carlos Fernández Shaw                                                                                           |
| 1898        | Pepe Gallardo                                                                                    | 1 acte               | 7 juli 1898, Madrid                             | Guillermo Perrín y Vico en Miguel de Palacios Brugada                                                           |
| 1898        | La Chavala                                                                                       | 1 akte               | 23 oktober 1898, Madrid                         | José López Silva en Carlos Fernández Shaw                                                                       |
| 1898        | Curro Vargas                                                                                     | 3 aktes              | 10 december 1898, Madrid                        | Joaquín Dicenta en Antonio Paso                                                                                 |
| 1898        | El Beso de la duquesa                                                                            | 1 akte               |                                                 | Sinesio Delgado                                                                                                 |
| 1898        | El Hijo del batallón                                                                             | 3 aktes              |                                                 | Carlos Fernández Shaw                                                                                           |
| 1899        | El Baile del casino                                                                              |                      | 1899, Madrid, Teatro Apolo                      | Carlos Fernández Shaw                                                                                           |
| 1899        | El Fonógrafo ambulante                                                                           | 1 akte               |                                                 | Juan González                                                                                                   |
| 1899        | Señá Frasquita                                                                                   | 1 akte               |                                                 | Guillermo Perrín y Vico en Miguel de Palacios Brugada                                                           |
| 1899        | La cara de Díos                                                                                  | 3 aktes              | 26 november 1899, Madrid                        | Carlos Arniches                                                                                                 |
| 1899        | Los Buenos mozos                                                                                 | 1 akte               | 1900, Madrid                                    | José López Silva en Carlos Fernández Shaw                                                                       |
| 1900        | María de los Ángeles                                                                             | 1 akte               | 12 mei 1900, Madrid                             | Carlos Arniches en Celso Lucio                                                                                  |
| 1900        | El Gatito negro                                                                                  | 1 akte               | 1900, Madrid                                    | José López Silva en Carlos Fernández Shaw                                                                       |
| 1900        | El Estreno                                                                                       | 1 akte               | 19 juli 1900, Madrid                            | Serafín Álvarez Quintero en Joaquín Álvarez Quintero                                                            |
| 1900        | El barquillero                                                                                   | 1 akte               | 21 juli 1900, Madrid                            | José López Silva en José Jackson Veyán                                                                          |
| 1900        | La cortijera                                                                                     | 3 aktes              | 1900, Madrid                                    | Joaquín Dicenta en Antonio Paso Cano                                                                            |
| 1900        | Al galope de los siglos                                                                          | 1 akte               |                                                 | Sinesio Delgado                                                                                                 |
| 1900        | Aprieta constipado; (samen met: Arturo Saco del Valle)                                           |                      | 1900, Madrid, Teatro Romea                      | verschillende librettisten                                                                                      |
| 1901        | Blasones y talegas                                                                               | 2 aktes              | 1901, Madrid                                    | Eusebio Sierra gebaseerd op een novel van José María de Pereda                                                  |
| 1901        | ¿Quo Vadis?                                                                                      | 1 akte               | 28 december 1901, Madrid                        | Sinesio Delgado                                                                                                 |
| 1901        | Academia militar                                                                                 | 1 akte               | 1901                                            | |
| 1902        | El puñao de rosas                                                                                | 1 akte               | 1902, Madrid                                    | Carlos Arniches en Ramón Asensio Mas                                                                            |
| 1902        | Don Juan de Austria                                                                              | 3 aktes              | 1902, Madrid                                    | José Jurado de la Parra en Carlos Servet y Fortuny                                                              |
| 1902        | La venta de Don Quijote                                                                          | 1 akte               | 1902, Madrid                                    | Carlos Fernández Shaw                                                                                           |
| 1902        | Abanicos y panderetas o ¡A Sevilla en el botijo!                                                 | 3 aktes              | 10 juli 1902, Madrid, Teatro Apolo              | Serafín Álvarez Quintero en Joaquín Álvarez Quintero                                                            |
| 1902        | El Sombreoro de plumas                                                                           | 1 akte               | 6 februari 1902, Madrid, Teatro Apolo           | Miguel Echegaray                                                                                                |
| 1902        | El Tío Juan; (samen met: Enrique Morera)                                                         |                      | juli 1902, Madrid, Teatro de la Zarzuela        | Carlos Fernández Shaw                                                                                           |
| 1902        | Cuadros vivos                                                                                    | 1 akte               | 22 november 1902, Madrid, Teatro de la Zarzuela | Guillermo Perrín y Vico en Miguel de Palacios Brugada                                                           |
| 1902        | Plus ultra                                                                                       |                      | 10 mei 1902, Madrid, Teatro Apolo               | Sinesio Delgado                                                                                                 |
| 1902        | El rey mago                                                                                      | 1 akte               | 30 december 1902                                | Sinesio Delgado                                                                                                 |
| 1903        | La Chica del maestro                                                                             | 1 akte               | 29 oktober 1903, Madrid, Teatro de la Zarzuela  | José López Silva en José Jacson Veyán                                                                           |
| 1903        | La Cruz del abuelo                                                                               |                      | 1903, Madrid, Teatro de la Zarzuela             | Carlos Fernández Shaw                                                                                           |
| 1903        | El equipage del rey José                                                                         |                      |                                                 | |
| 1903        | La leyenda dorada                                                                                | 1 akte               | 13 februari 1903, Madrid, Teatro Real           | Sinesio Delgado                                                                                                 |
| 1903        | Man'zelle Margot; (samen met: Joaquín "Quinito" Valverde)                                        |                      | 1903, Madrid, Teatro de la Zarzuela             | Carlos Fernández Shaw en Ramón Asensio Mas                                                                      |
| 1904        | Juan Francisco                                                                                   | 3 aktes              | 1904, Madrid                                    | Joaquín Dicenta                                                                                                 |
| 1904        | La Cuna                                                                                          | 1 akte               | april 1904, Madrid                              | Guillermo Perrín y Vico                                                                                         |
| 1904        | La Polka de los pájaros                                                                          |                      | 1904, Madrid, Teatro Moderno                    | Ricardo Monasterio en Benjamín Ibarrola,                                                                        |
| 1904        | La Puñalada                                                                                      | prolog en 4 scènes   | oktober 1904, Madrid                            | Carlos Fernández Shaw                                                                                           |
| 1904        | La Tragedia de Pierrot                                                                           | 1 akte               | november 1904, Madrid                           | Ramón Asensio Más en José Juan Cadenas                                                                          |
| 1905        | Guardia de honor                                                                                 | 1 akte               | 1905, Madrid                                    | Eugenio Sellés                                                                                                  |
| 1905        | La sobresalienta                                                                                 | 1 akte               | 1905, Madrid                                    | Jacinto Benavente                                                                                               |
| 1905        | El alma del pueblo                                                                               | 1 akte               | 21 april 1905, Madrid                           | José López Silva en Carlos Fernández Shaw                                                                       |
| 1905        | El Seductor                                                                                      | 1 akte               | 30 mei 1905, Madrid                             | Antonio Domínguez                                                                                               |
| 1905        | ¡Angelitos al cielo!                                                                             | 1 akte               | 1905, Madrid, Teatro Eslava                     | Alberto Casañal Shakery                                                                                         |
| 1905        | Las Calabazas                                                                                    |                      | 17 juni 1905, Madrid, Teatro Moderno            | Antonio Ramos Martín                                                                                            |
| 1905        | El Cisne de Lohengrin                                                                            | 1 akte               | 1905, Madrid, Teatro Apolo                      | Miguel Echegaray                                                                                                |
| 1905        | Miss Full                                                                                        | 1 akte               | 24 april 1905, Madrid, Teatro Moderno           | Antonio M. Viérgol                                                                                              |
| 1905        | Alma gitana                                                                                      |                      | 1905                                            | |
| 1905        | La Peseta enferma                                                                                | 1 akte               | 8 juni 1905, Madrid, Teatro Moderno             | José Pontes en Fernando Pontes                                                                                  |
| 1905        | La Reina                                                                                         | 1 akte               | 14 december 1905, Madrid, Teatro de la Zarzuela | Guillermo Perrín y Vico en Miguel de Palacios                                                                   |
| 1905        | Los alegres bohemios                                                                             |                      |                                                 | |
| 1906        | El triunfo de Venus                                                                              | 1 akte               | 1906, Madrid                                    | Pedro Muñoz Seca en Carlos Fernández Shaw                                                                       |
| 1906        | Los Contrahechos                                                                                 | 1 akte               | 14 februari 1906, Madrid, Teatro Eslava         | Antonio M. Viérgol                                                                                              |
| 1906        | La joroba                                                                                        |                      | 14 februari 1906, Madrid                        | Miguel Ramos Carrión en Antonio Ramos Martín                                                                    |
| 1906        | El Maldito dinero                                                                                | 1 akte               | 8 mei 1906, Madrid                              | Carlos Arniches en Carlos Fernández Shaw                                                                        |
| 1906        | El Rey del petróleo                                                                              | 1 akte               | 22 mei 1906, Madrid, Teatro Apolo               | Guillermo Perrín y Vico en Miguel de Palacios Brugada                                                           |
| 1906        | La Fragua de Vulcano                                                                             | 1 akte               | 11 december 1906, Madrid, Teatro Apolo          | Manuel Linares Rivas                                                                                            |
| 1906        | La joroba                                                                                        | 1 akte               | 1906, Madrid                                    | Miguel Ramos Carrión en Antonio Ramos Martín                                                                    |
| 1906        | Los bárbaros del Norte; (samen met: Joaquín Valverde Durán en Joaquín "Quinito" Valverde (hijo)) | 1 akte               | 28 december 1906, Madrid, Teatro Apolo          | Sinesio Delgado                                                                                                 |
| 1907        | Ninón                                                                                            | 1 akte               | 13 mei 1907, Madrid                             | Manuel Fernández de la Puente en Carlos Allen-Perkins                                                           |
| 1907        | La Puerta del Sol                                                                                | 1 akte               | juli 1907, Madrid                               | Celso Lucio en Manuel Fernández Palomero                                                                        |
| 1907        | Los Veteranos                                                                                    | 1 akte               | september 1907, Madrid                          | Manuel de Labra                                                                                                 |
| 1907        | El príncipe Kuroki                                                                               | 1 akte               |                                                 | Fernando Gillis                                                                                                 |
| 1907        | El Pino del norte                                                                                | 1 akte               | 1907, Madrid, Teatro Apolo                      | Vicente Casanova                                                                                                |
| 1907        | La patria chica                                                                                  | 1 akte               | november 1907, Madrid                           | Serafín Álvarez Quintero en Joaquín Álvarez Quintero                                                            |
| 1908        | La eterna revista; (samen met: Jerónimo Giménez y Bellido)                                       | 1 akte               | 1908, Madrid, Teatro Eslava                     | Ramón Asensio Mas en Jacinto Capella                                                                            |
| 1908        | Aquí hase farta un hombre                                                                        | 1 akte               | 1909, Madrid, Teatro Apolo                      | Jorge de la Cueva en José de la Cueva                                                                           |
| 1908        | La Carabina de Ambrosio                                                                          |                      | 1908, Madrid, Teatro Apolo                      | Vicente Castro Les                                                                                              |
| 1908        | El Merendero de la alegría o Sábado blanco                                                       |                      | 24 april 1908, Madrid                           | Antonio Casero en Alejandro Larrubiera                                                                          |
| 1908        | La Dama roja                                                                                     | 1 akte               | 1908, Madrid, Teatro Apolo                      | Juan Bautista Pont en Antonio Sotillo                                                                           |
| 1908        | El Diablo con faldas                                                                             | 1 akte               | 3 november 1909, Madrid, Teatro Cómico          | Sinesio Delgado                                                                                                 |
| 1908        | Las Mil maravillas                                                                               | proloog en 4 actes   | 23 december 1908, Madrid, Teatro Apolo          | Serafín Álvarez Quintero en Joaquín Álvarez Quintero                                                            |
| 1908        | Entre rocas                                                                                      | 1 akte               | 1909                                            | Joaquín Dicenta                                                                                                 |
| 1908        | Los majos de plante                                                                              | 1 akte               | 1908                                            | Joaquín Dicenta en Pedro de Répide                                                                              |
| 1908        | Amor en capilla                                                                                  | 1 akte, 2 taferelen  | 1908                                            | Eugenio Sellés                                                                                                  |
| 1908        | Clavito                                                                                          | 1 akte               | 1908                                            | Manuel Linares Rivas                                                                                            |
| 1908        | La magia de la vida                                                                              | 1 akte               |                                                 | Manuel Linares Rivas                                                                                            |
| 1909        | Donde hay faldas hay jaleo                                                                       |                      | 1909, Madrid, Teatro Lara                       | Antonio Casero en Alejandro Larrubiera y Crespo                                                                 |
|             | Diversiones infantiles; (samen met: Tomás Bretón Hernández, Jerónimo Giménez y Bellido)          |                      |                                                 | Antonio R. López del Arco                                                                                       |

#### Operette
| Voltooid in | titel              | aktes  | première                 | libretto                                 |
| ----------- | ------------------ | ------ | ------------------------ | ---------------------------------------- |
| 1881        | La Serenata        | 1 akte | 5 november 1881, Madrid  | José Estremera                           |
| 1897        | La piel del diablo | 1 akte |                          | Federico Jaques                          |
| 1906        | La pesadilla       | 1 akte | 22 december 1906, Madrid | Luciano Boada en Manuel de Castro Tiedra |

### Vocale muziek
- 1879 6 melodías, voor zangstem en piano - tekst: José Campo-Arana

### Kamermuziek
- 1876 Trío, voor viool, cello en piano
- 1903 Strijkkwartet no. 1 in G-groot
- 1904 Strijkkwartet no. 2 in F-groot
- 1905 Strijkkwartet no. 3 in D-groot
- 1907 Strijkkwartet no. 4 in b-klein

### Werken voor orgel
- 1878 2 piezas para órgano en forma de canon de Robert Schumann

## Publicaties
- Ruperto Chapí y Lorenta: Memorias y escritos. Madrid. Ediciones del ICCMU, D.L. 1995. 167 p.